# Gurre Kirke
Gurre Kirke är en kyrka som ligger i Gurre Sogn i Helsingørs kommun cirka tre kilometer väster om centrala Helsingör på Själland. Kyrkan ligger på toppen av en kulle i nordöstliga hörnet av Nyrup Hegn omkring en kilometer öster om samhället Gurre.

## Kyrkobyggnaden
Gurre Kirke uppfördes åren 1917-1918 efter ritningar av arkitekt Carl Brummer. Grundstenen lades 30 maj 1917 och 9 juni 1918 invigdes kyrkan.
Byggnaden har en stomme av tegel och vilar på en stensockel. Ytterväggarna är vitkalkade och taket är belagt med rött tegel.

## Inventarier
- Den runda predikstolen är murad och belagt med vit puts. Korgens bildfält är dekorerad med symboler för evangelisterna och bibelcitat från evangelierna.
- Dopfunten är huggen i fransk sandsten av skulptören Holger Hansen efter ritningar av arkitekt Carl Brummer. Tillhörande dopfat av tenn är av mycket enkel jugendstil.
- Nuvarande orgel som färdigställdes 1981 har 20 stämmor fördelade på två manualer och pedal.
- Ett votivskepp "Valdemar" är skänkt till kyrkan år 1961.
- Över kyrkan ingångsdörr finns en relief med motivet "Den gode herden". Reliefen är utförd 1982 av Niels Larsen Stevns.